# Parthian (U-Boot)
HMS Parthian (Kennung: N75) war ein in den frühen 1930er Jahren in Dienst genommenes, dieselelektrisches U-Boot der britischen Marine, das im Zweiten Weltkrieg zum Einsatz gelangte und 1943 aus ungeklärten Gründen in Verlust geriet. Das nach dem Volk der Parther benannte Boot – das fünfte Kriegsschiff in der Geschichte der britischen Marine, welches diesen Namen trug – gehörte der aus insgesamt sechs Einheiten bestehenden Parthian-Klasse an und war zugleich das Typschiff dieser Klasse. Nach der Auftragsvergabe und der Bestellung am 2. Januar 1928 fand am 30. Juni 1928 die Kiellegung auf der marineeigenen Werft in Chatham (Her Majesty’s Dockyard Chatham) statt. Der Stapellauf der Parthian erfolgte am 22. Juni 1929, die Indienststellung am 13. Januar 1931. Erster Kommandant des U-Bootes war Lieutenant Commander Frank H. E. Skyrme.

## Technische Aspekte und Modifikationen
Das U-Boot war maximal 88,14 Meter lang und 9,12 Meter breit. In aufgetauchtem Zustand lag der Tiefgang bei 4,85 Meter. Die Parthian verfügte über einen Treibstoffvorrat von 159 Tonnen Öl. Hiermit erreichte das U-Boot in Überwasserlage eine Seeausdauer von 8.400 Seemeilen (bei 10 Knoten Marschfahrt). Die mögliche Höchstgeschwindigkeit in aufgetauchtem Zustand, hierbei kamen zwei 12-Zylinder-Dieselmaschinen vom Admiralty-Typ mit jeweils 2.320 PS zum Einsatz, lag bei 17,5 Knoten (etwa 32,5 km/h). In getauchtem Zustand wurde der Antrieb von zwei jeweils 610 PS starken Elektromaschinen übernommen, die dem U-Boot eine Höchstfahrt von 8,6 Knoten ermöglichten. Nur mit den Elektromotoren lag die rechnerische Reichweite bei 62 Seemeilen. Die Testtauchtiefe betrug rund 90 Meter, die Maximaltauchtiefe lag bei rund 150 Metern (500 Fuß).
Die Bewaffnung bestand aus acht 53,3-cm-Torpedorohren, hiervon waren sechs Rohre im Bug und zwei im Heck installiert. An Bord befanden sich 14 Reservetorpedos; optional zu diesen konnten auch bis zu 18 Seeminen mitgeführt werden. Darüber hinaus verfügte die Parthian über ein 10,2-cm-Deckgeschütz Mark XII (erst ab Winter 1933/34, zuvor hatte sich ein 10,2-cm-Geschütz Mark X an Bord befunden), welches vor dem Turm aufgestellt war. Ferner befanden sich zwei leichte 7,7-mm-Lewis-Maschinengewehre an Bord. 
Im Sommer 1942 wurde die Parthian zu Versorgungsfahrten genutzt und zum Transport von Munition und Flugbenzin zeitweise umgebaut. Um Platz für Tanks zu schaffen, wurden die Batteriezellen von einem der Elektromotoren ausgebaut und es wurden keine Reservetorpedos mehr mitgeführt. Zum Zeitpunkt der Indienstnahme bestand die Besatzung aus 53 Personen (sechs Offiziere und 47 Unteroffiziers- und Mannschaftsdienstgrade), im späteren Verlauf des Zweiten Weltkrieges wuchs die Besatzung auf etwas über 60 Personen an. 

## Dienstzeit
Nach der Indienststellung und dem Abschluss der Erprobung wurde die Parthian zur sogenannten China Station der britischen Marine detachiert und verlegte im Sommer 1931 via Gibraltar und den Suezkanal nach Singapur. Dort wurde das U-Boot in die 3. U-Boot-Flottille (3rd Submarine Flotilla) eingegliedert. Im April 1933 kam mit Lieutenant Commander Roderick L. M. Edwards ein neuer befehlshabender Offizier an Bord. Ein weiterer Kommandantenwechsel fand im April 1936 statt, als Lieutenant Commander John W. Studholme den Befehl über die Parthian übernahm. Mitte 1937 erfolgte die Detachierung des U-Bootes zur ebenfalls in Singapur stationierten 4. U-Boot-Flottille (4th Submarine Flotilla). Während dieser Zeit sah das Boot nur eine ereignislose Manöver- und Patrouillentätigkeit, zumeist im Seegebiet zwischen Sabang, Surabaya und Hongkong.  
Nach dem Ausbruch des Zweiten Weltkrieges im September 1939 verblieb die Parthian zunächst im Fernen Osten und patrouillierte vor allem im Seegebiet um den Malaiischen Archipel sowie in den Gewässern Niederländisch-Indiens. Hierbei unternahm das U-Boot bis Ende 1939 zwei Feindfahrten, auf denen es allerdings zu keinen nennenswerten Ereignissen kam. Nach einer Überholung in Hongkong im Winter 1939/40 erfolgte im April 1940 die Verlegung der Parthian in das Mittelmeer, wobei der Verlegungsmarsch über Colombo und Aden nach Port Said erfolgte. Kommandant des U-Bootes zu diesem Zeitpunkt war Lieutenant Commander Michael G. Rimington. Ab Mai 1940 operierte die Parthian, als Teil der 1. U-Boot-Flottille (1st Submarine Flotilla), von Alexandria aus. Die erste Patrouillenfahrt im Mittelmeer (die dritte Feindfahrt insgesamt) führt das U-Boot zwischen dem 21. Mai und dem 3. Juni 1940 in das Seegebiet um Kreta. Sie endete ereignislos. Am 10. Juni 1940, während das Boot wieder in Alexandria lag, erklärte Italien dem Vereinigten Königreich den Krieg. 

### Vierte Feindfahrt
Am 14. Juni 1940 lief die Parthian zu ihrer vierten Feindfahrt aus, diese – der erste direkte Kampfeinsatz – führte das U-Boot vor die Küste Italienisch-Libyens. Ziel waren Operationen gegen den italienischen Schiffsverkehr zwischen Marsa Matruh und al-Baida. Hierbei gelang der Parthian ein Erfolg:
- 20. Juni 1940: Torpedierung und Versenkung des italienischen U-Bootes Diamante[7] (Tenente di Vascello Angelo Parla) etwa 35 Seemeilen nordnordwestlich von Tobruk (32° 42′ N, 23° 49′ O). Das gegnerische U-Boot wurde in den Nachmittagsstunden, etwa gegen 14:45 Uhr, von vier Torpedos getroffen[8] und explodierte. Mit der Diamante gingen alle 43 Besatzungsangehörigen unter, es gab keine Überlebenden[9].

Anfang Juli 1940 kehrte die Parthian nach Alexandria zurück, wo am 8. Juli 1940 mit Lieutenant Commander Richard D. Cayley kurzfristig ein neuer befehlshabender Offizier an Bord kam, da Lieutenant Commander Rimington krankheitsbedingt ausfiel. 

### Fünfte Feindfahrt
Unter Lieutenant Commander Cayleys Kommando erfolgte zwischen dem 16. Juli und dem 7. August 1940 eine weitere Feindfahrt. Diese führte das Boot in das Seegebiet um Kreta, wo ein griechischer Verbindungsagent abgesetzt wurde, und in die Gewässer östlich von Sizilien. Versenkungserfolge wurden keine erzielt, ein Torpedoangriff auf ein italienisches Geleit am 20. Juli 1940 vor Syrakus blieb erfolglos. Am 7. August lief das Boot wieder in Alexandria ein. Am 18. August 1940 erfolgte erneut ein Kommandantenwechsel auf der Parthian, wobei Lieutenant Commander Richard M. T. Peacock den bisherigen Kommandanten Cayley ablöste.

### Sechste Feindfahrt
Die sechste Feindfahrt dauerte vom 19. August bis zum 13. September 1940. Die Parthian operierte dabei hauptsächlich im Gebiet südlich von Kreta sowie in den südlichen Ausläufern des Ionischen Meeres. Erfolge wurde dabei keine erzielt, allerdings verfehlte das U-Boot am 31. August 1940 nur knapp einen italienischen Kreuzerverband. Am 13. September kehrte das U-Boot nach Alexandria zurück, wurde dabei allerdings beim Einlaufen durch eine Kollision mit dem britischen U-Boot Rainbow leicht beschädigt. Am 16. September 1940, noch während die Parthian im Dock lag, kehrte der genesene Lieutenant Commander Rimington als befehlshabender Offizier zurück und löste Lieutenant Commander Peacock ab.

### Siebte Feindfahrt
Die siebte Feindfahrt dauerte vom 9. bis zum 31. Oktober 1940. Das U-Boot patrouillierte dabei das Seegebiet zwischen Kreta und Kalabrien. Versenkungserfolge wurden keine erzielt. Allerdings traf das U-Boot in der Nacht des 21. Oktober 1940 vor Capo Colonna auf den großen italienischen U-Boot-Minenleger Zoea. Da beide U-Boote in der Dunkelheit quasi unvermittelt aufeinander stießen, versuchte die Parthian einen Rammangriff auszuführen, welcher allerdings nicht gelang, da auch die sehr wachsamen italienischen Turmausgucke das britische U-Boot bemerkt hatten und die Zoea mit hoher Fahrtstufe ausweichen konnte.

### Achte Feindfahrt
Die achte Feindfahrt dauerte vom 15. November bis zum 3. Dezember 1940. Das U-Boot patrouillierte in dieser Zeit vor der libyschen Küste zwischen Bengasi und Sallum. Es wurden keine Erfolge erzielt. Mitte Dezember 1940 verlegte die Parthian von Alexandria nach Malta, um dort temporär (bis Februar 1941) Teil der neu gebildeten 10. U-Boot-Flottille (10th Submarine Flotilla) zu werden. 

### Neunte Feindfahrt
Am 29. Dezember 1940 brach die Parthian von Malta aus zur neunten Feindfahrt auf, sie dauerte bis zum 21. Januar 1941. Die Unternehmung führte das U-Boot in die Gewässer vor Süditalien und östlich von Sizilien. Dabei gelang dem Boot ein Erfolg:
- 9. Januar 1941: Torpedierung und Versenkung des italienischen Frachtschiffes Carlo Martinolich (4.208 BRT) etwa zehn Seemeilen östlich von Punta Stilo (38° 28′ N, 16° 44′ O)[11]. Bei der Versenkung gab es fünf Todesopfer, 34 Besatzungsangehörige wurden von einem italienischen Torpedoboot geborgen.

Am 21. Januar endete diese Patrouillenfahrt in Alexandria.

### Zehnte Feindfahrt
Die zehnte Feindfahrt (17. bis 27. Februar 1941) bestand aus einer Aufklärungsmission, die die Parthian vor die Küste der Insel Kastelorizo durchführte. Das zumeist auf Sehrohrtiefe operierende U-Boot klärte hierbei die Küstenlinien und etwaige italienische Verteidigungsstellungen auf. Diese Unternehmung geschah im Vorfeld der Operation Abstention, der geplanten Einnahme der Insel durch britische Kräfte. Die Landung auf der Insel fand schließlich Ende Februar 1941 statt, endete jedoch mit einem italienischen Abwehrerfolg. 

### Elfte Feindfahrt
Die elfte Feindfahrt, sie währte vom 6. bis zum 24. März 1941, führte das Boot erneut in die Gewässer östlich und südlich von Kalabrien. Hierbei gelang der Parthian, mittlerweile war das Boot wieder Teil der 1. U-Boot-Flottille (1st Submarine Flotilla), ein Erfolg:
- 16. März 1941: Torpedierung und Beschädigung des in einem Kleinkonvoi laufenden italienischen Transporters Giovanni Boccaccio (3.141 BRT)[13]  vor Capo dell'Armi. Das Schiff, gemeinsam mit zwei weiteren Frachtern und einem Sicherungsfahrzeug auf dem Weg von Catania nach Bari, wurde durch einen Torpedotreffer stark beschädigt, konnte aber später nach Reggio Calabria eingeschleppt werden. An Bord gab es drei Verletzte. Die Parthian wurde im Gegenzug von dem italienischen Hilfskreuzer Lago Tana mit zwölf Wasserbomben angegriffen, entkam aber ohne Schäden.

Die Patrouille endete am 24. März wieder in Alexandria.

### Zwölfte Feindfahrt
Der Beginn der zwölften Unternehmung des U-Bootes verzögerte sich wegen einer Überholung und Problemen bei der Trimmung der Tiefenruder, die im April und Mai 1941 mehrwöchige Testfahrten vor Port Said nötig machten. Erst am 23. Mai 1941 konnte die Parthian zu einer neuerlichen Patrouille aufbrechen. Diese, sie dauerte bis zum 13. Juni 1941, sah den Einsatz des U-Bootes in der Ägäis und vor dem Ausgang der Dardanellen. Ziel hierbei waren vor allem die aus Rumänien kommenden italienischen Öl-Transporte. Während dieser Feindfahrt gelang erneut ein Erfolg:
- 3. Juni 1941: Torpedierung und Beschädigung des italienischen Tankers Strombo (5.232 BRT) östlich von Limnos[15]. Das Schiff fuhr in einem Konvoi mit zwei weiteren Tankern; die Sicherung bestand aus zwei Torpedobooten. Infolge der wachsamen Sicherungsschiffe konnte kein Fangschuss angebracht werden. Die Strombo konnte später nach Istanbul eingeschleppt werden. Personalverluste entstanden keine.

Darüber hinaus attackierte das U-Boot am 8. Juni 1941 den Hafen von Mytilini und feuerte zwei Torpedos in den Hafen hinein. Einer traf dabei den Bootssteg und zerstörte zwei an diesem liegende kleinere, nicht namentlich bekannte Motorsegler sowie einen kleinen Leichter. Am 13. Juni kehrte die Parthian nach Alexandria zurück.

### Dreizehnte Feindfahrt
Die vom 13. Juni bis zum 11. Juli 1941 dauernde dreizehnte Patrouille führte das U-Boot vor die Küste des syrisch-libanesischen Mandatsgebietes. Diese unter der Kontrolle des Vichy-Regimes stehenden Gebiete waren seit Mai 1941 von britisch-freifranzösischen Kräften attackiert worden (siehe hierzu Operation Exporter). Während dieser Operation gelang der Parthian ein Erfolg:
- 25. Juni 1941: Torpedierung und Versenkung des vichy-französischen U-Bootes Souffleur (Lieutenant de Vaisseau Benoit LeJay) in der Bucht von Jounieh (33° 49′ N, 35° 26′ O). Das gegnerische U-Boot wurde von einem Torpedo getroffen und sank innerhalb kürzester Zeit[16]. Die Versenkung forderte 53 Todesopfer. Vier Besatzungsangehörige des vichy-französischen Bootes überlebten und konnten sich schwimmend nach der Küste in rund zweieinhalb Seemeilen Entfernung retten. Es war dies bereits die zweite Versenkung eines U-Bootes durch die Parthian. Das vichy-französische U-Boot Souffleur, welches am 25. Juni 1941 vor der libanesischen Küste von der Parthian versenkt wurde.

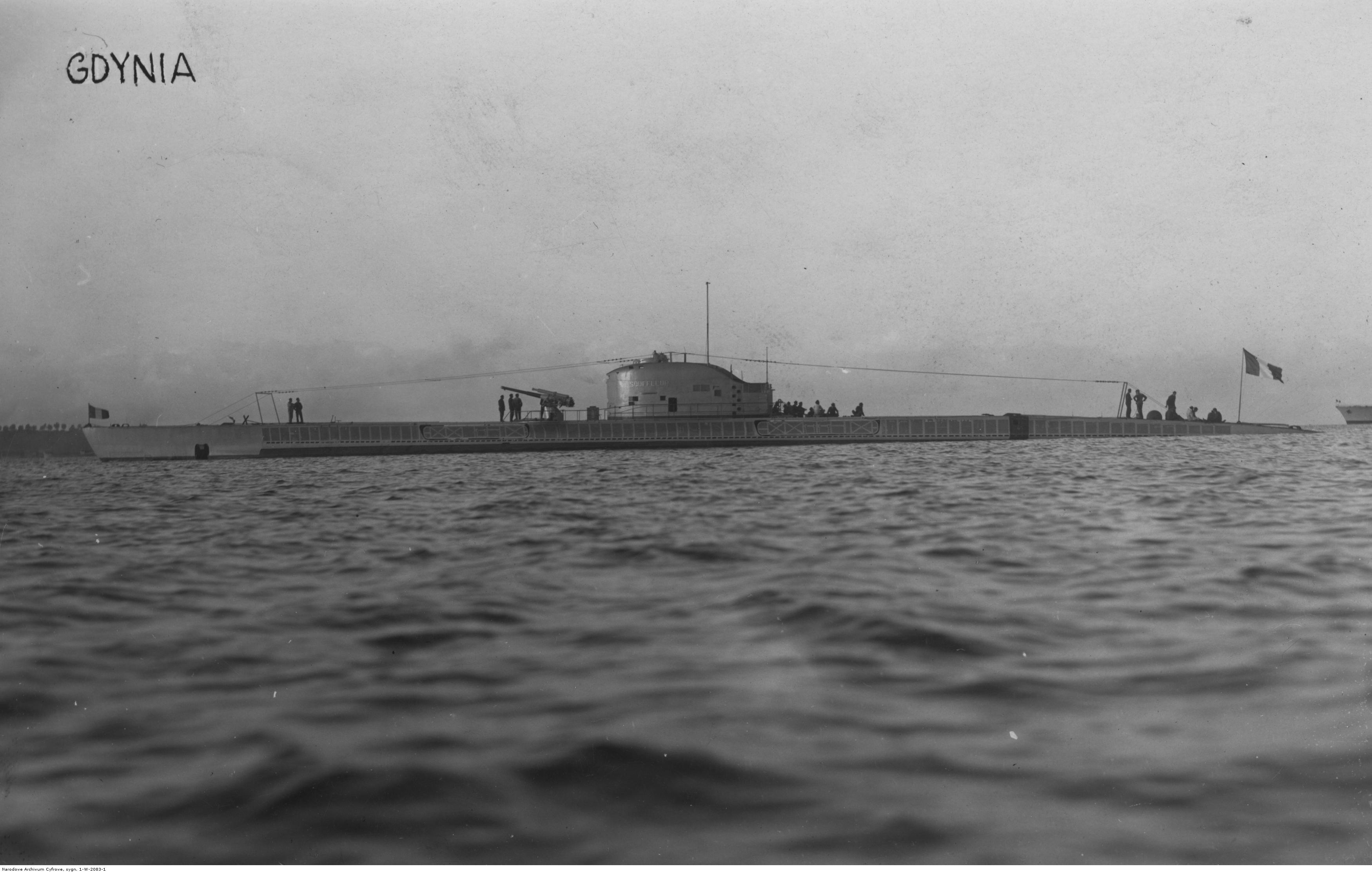
Das vichy-französische U-Boot Souffleur, welches am 25. Juni 1941 vor der libanesischen Küste von der Parthian versenkt wurde.

Die dreizehnte Feindfahrt endete am 11. Juli 1941 wieder in Alexandria, wobei das U-Boot am 1. und 6. Juli zeitweilig Zwischenstopps in Haifa eingelegt hatte.

### Vierzehnte Feindfahrt und Überholung in den Vereinigten Staaten
Die vierzehnte Feindfahrt bestand aus einem Verlegungsmarsch von Alexandria nach Malta zwischen dem 21. und dem 30. Juli 1941. Die Parthian patrouillierte in diesem Zusammenhang für wenige Tage östlich von Malta. Erfolge wurden keine verzeichnet. Im Anschluss wurde das U-Boot via Gibraltar nach Portsmouth detachiert, wo es am 19. August 1941 eintraf. 
Nachfolgend verlegte die Parthian von dort aus beziehungsweise zwischen dem 2. und dem 16. September 1941 zu einer großen Werftliegezeit nach den Vereinigten Staaten. Die Generalüberholung fand auf der Portsmouth Naval Shipyard in Kittery (US-Bundesstaat Maine) statt und dauerte bis Ende Februar 1942. Während dieser Zeit war am 28. November 1941 mit Lieutenant Commander Drummond St. Clair-Ford ein neuer kommandierender Offizier an Bord gekommen. Im Rahmen der Überholung wurde die Parthian leicht umgebaut, um als Transport-U-Boot (für die Versorgung Maltas) eingesetzt werden zu können. Unter anderem wurden alle Reservetorpedos von Bord gegeben und die Batterieblöcke von einem der Elektromotoren ausgebaut. 
Der Rückmarsch über den Atlantik nach Gibraltar verzögerte sich indessen um fast drei Monate, da sich nach der Werftliegezeit technische Schwierigkeiten an den Tiefenrudern ergaben, was mehrere weitere Werftaufenthalte und Testfahrten notwendig machte. Diese Probleme bewirkten, dass das Boot erst Mitte Juni 1942 wieder in Gibraltar eintraf. 

### Versorgungsfahrten nach Malta
Zwischen dem 8. Juli und dem 2. November 1942 wurde die Parthian zu insgesamt sechs Versorgungsfahrten nach der von den Achsenmächten belagerten Insel Malta herangezogen. Dabei wurden vorzugsweise Betriebsstoffe, Munition, Post und Ersatzteile transportiert; auf der Rückfahrt nach Gibraltar (im Rahmen der ersten vier Fahrten) oder nach Beirut (während der letzten beiden Fahrten) wurde meistens überzähliges Personal von Malta evakuiert. Während der dritten Versorgungsfahrt Ende September 1942 hatte das U-Boot ferner auch einen Dackel namens „Socks“ an Bord; hierbei handelte es sich um das Haustier von Prinzessin Joan Aly Khan (eigentlich Joan Barbara Yarde-Buller, die Gattin von Prinz Aly Khan), die sich zu diesem Zeitpunkt auf Malta aufhielt.
Nachdem sich die Lage auf dem nordafrikanischen Kriegsschauplatz zu Ungunsten der Achsenmächte entwickelt hatte und nach dem Ende der massiven Attacken gegen Malta im Herbst 1942, wurde die Parthian ab November 1942 wieder im Rahmen von offensiven Operationen gegen den gegnerischen Schiffsverkehr eingesetzt, wobei der bisherige Kommandant, Lieutenant Commander St. Clair-Ford, von Lieutenant Michael B. St. John abgelöst wurde. 

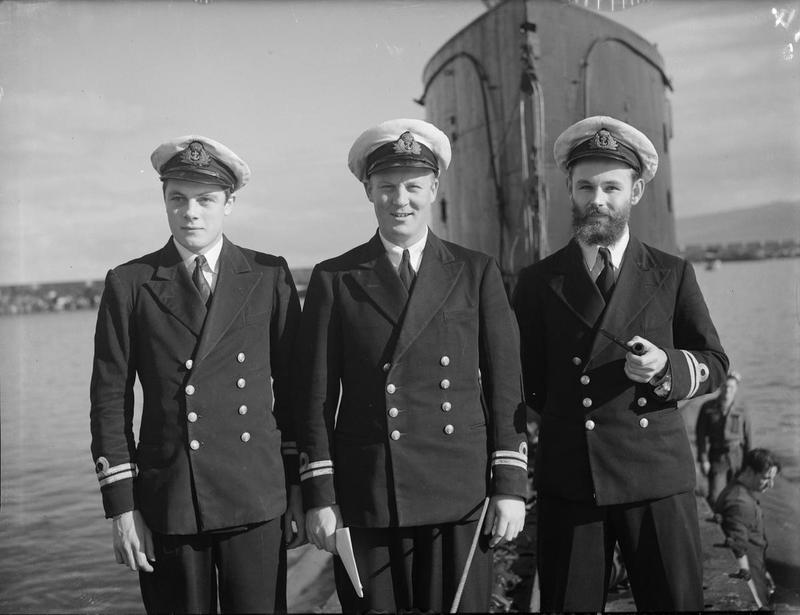
Offiziere an Bord der Parthian (Januar 1943). In der Mitte ist Lieutenant Michael B. St. John zu sehen, der Kommandant des U-Bootes zu diesem Zeitpunkt.

### Fünfzehnte Feindfahrt
Während der fünfzehnten Feindfahrt (4. bis 20. November 1942) operierte die Parthian in den südlichen Ausläufern des Tyrrhenischen Meeres. Erfolge konnten dabei keine verzeichnet werden, lediglich am 16. November 1942 führte das Boot einen erfolglosen Torpedoangriff gegen den italienischen Hilfskreuzer Barletta vor Marettimo aus. Am 20. November endete die Patrouillenfahrt auf Malta. 

### Sechzehnte Feindfahrt
Eine neuerliche Unternehmung Anfang Dezember 1942 (in den Gewässern um Linosa) musste infolge von Problemen an den Tauchtanks und an den Tiefenrudern nach nur zwei Tagen abgebrochen werden. Anfang 1943 verlegte die Parthian von Malta nach Beirut zwecks weiterer Reparaturen. Bei diesem Überführungsmarsch traten schwere technische Probleme auf – so am 13. Januar 1943, als bei einem Tauchversuch infolge eines defekten Ventils das U-Boot unkontrolliert von 25 Metern Tauchtiefe auf 45 Meter Tiefe absackte, wobei einer der Tauchtanks beschädigt wurde. Die Schwierigkeiten an Bord machten eine weitere Verlegung nach Port Said notwendig, wo bis Mitte März 1943 Reparaturen und eine Überholung stattfanden.

### Siebzehnte Feindfahrt
Die siebzehnte Feindfahrt währte vom 23. März bis zum 10. April 1943. Die Parthian operierte im Schwerpunkt in der nördlichen Ägäis. Hierbei gelangen dem U-Boot mehrere Erfolge gegen kleinere Kaiks und Motorsegler:
- 28. März 1943: Versenkung der beiden griechischen Motorsegler Angela Mytilene (120 BRT) und Archangelos (320 BRT) nördlich von Andros[20]. Beide Segler wurden zunächst gestoppt und dann, nachdem die Besatzungen von Bord gegangen waren, mit Sprengladungen versenkt.
- 30. März 1943: Beschießung einer Fabrik in Küstennähe nahe Kap Paliouri Chalkidiki. Bei dem Angriff wurden 78 Granaten aus dem 10,2-cm-Deckgeschütz abgefeuert. Durch den Beschuss sollen im Hafen vier Kaiks in Brand geraten sein.
- 31. März 1943: Versenkung des griechischen Kaiks Elpis (89 BRT) nördlich von Skiathos. Der mit Dieselöl beladene Segler wurde durch Geschützfeuer versenkt, nachdem es der Besatzung erlaubt worden war, auf einen anderen kleinen Segler umzusteigen[21].

Am 10. April endete die Unternehmung in Beirut. Infolge von Problemen an den Propellern musste das Boot wenige Tage später nach Port Said verlegen, wo beide Propeller bis Ende April 1943 ausgetauscht wurden.

### Achtzehnte Feindfahrt
Die achtzehnte Unternehmung der Parthian dauerte vom 30. April bis zum 12. Mai 1943. Sie führte das U-Boot in die Gewässer um Kreta sowie erneut in die nördliche Ägäis. Dabei setzte das Boot am 2. Mai 1943 an der Südostküste Kretas (Lasithi, nahe Makry Gialos) eine drei Mann starke Kommandoeinheit ab. Auf dem Weitermarsch nach der nördlichen Ägäis und während der nachfolgenden Operationen dort gelangen der Parthian einige Erfolg gegen kleinere Schiffe:
- 4. Mai 1943: Versenkung des kleinen italienischen Kaiks Despina II (13 BRT) durch Geschützfeuer nördlich der Insel Kos. Der Segler war mit Treibstoff beladen und sank nach zehn Schüssen aus dem Bordgeschütz. Die dreiköpfige Besatzung überlebte und erreichte mit einem Beiboot später die Küste.
- 5. Mai 1943: Artilleriegefecht mit dem deutschen U-Boot-Begleitschiff Drache (1.870 ts)[22], das zur Sicherung eines Kleinkonvois gehörte, südlich von Skyros. Das deutsche Schiff erlitt dabei Beschädigungen durch Geschützfeuer, doch musste das britische U-Boot vor dem stärker bewaffneten Gegner abtauchen. Die Parthian wurde von dem deutschen Schiff im Nachgang beinahe eineinhalb Stunden lang mit Wasserbomben verfolgt, wobei Schäden am Periskop verursacht wurden.
- 7. Mai 1943: Beschießung des Hafens von Platamonas. Es wurden insgesamt 41 Granaten aus dem 10,2-cm-Deckgeschütz verschossen. Dabei wurden die beiden kleinen italienischen Kaiks Agios Issidoros (22 BRT) und Spina Seccundo (13 BRT) im Hafen versenkt[23]. Im Gegenzug geriet das U-Boot jedoch unter das präzise Feuer einer Küstenbatterie, wobei ein Mitglied der Crew des Deckgeschützes der Parthian durch Splitter eines Naheinschlages getötet wurde. Der Gefallene wurde noch am gleichen Tag nach einer Trauerzeremonie auf See bestattet.

Infolge der mittlerweile sehr wachsamen Abwehr in dieser Region und wegen des beschädigten Periskops brach Lieutenant St. John das Unternehmen nachfolgend ab und das U-Boot kehrte am 12. Mai 1943 nach Beirut zurück.

### Neunzehnte Feindfahrt
Die neunzehnte Feindfahrt währte vom 27. Mai bis zum 13. Juni 1943. Das U-Boot operierte dabei erfolglos in den Gewässern der südlichen Ägäis. Zu Gefechtsberührungen mit gegnerischen Schiffen kam es nicht. Die Operation endete am 13. Juni wieder in Beirut. Am 15. Juni 1943 gab es einen neuerlichen Kommandantenwechsel, wobei Lieutenant St. John von Lieutenant Cyril A. Pardoe von der Royal Naval Reserve (RNR) abgelöst wurde. Er war der letzte befehlshabende Offizier des Bootes.

### Zwanzigste Feindfahrt
Die zwanzigste Feindfahrt der Parthian (20. Juni bis 7. Juli 1943) führte das Boot in die Gewässer um Kreta. Versenkungserfolge gelangen hierbei keine. Am 30. Juni attackierte das U-Boot vor der Souda-Bucht den in deutschen Diensten stehenden griechischen Frachter Tanais, welcher von drei Geleitschiffen gesichert wurde. Die drei abgefeuerten Torpedos wurden jedoch vorzeitig bemerkt und die Schiffe konnten allesamt ausweichen.
Am 3. Juli 1943 stoppte das U-Boot einen kleinen Küstensegler östlich Monemvasia. Obgleich der Segler unter italienischer Flagge lief, begnügte sich Lieutenant Pardoe mit der Konfiszierung einer an Bord befindlichen Soldkasse mit rund 8,6 Millionen Drachmen (umgerechnet und inflationsbereinigt etwa 645.000 Euro) und ließ danach das Schiff seine Fahrt fortsetzen. Dieser Vorgang sorgte später für einige Kritik seitens des Befehlshabers der 1st Submarine Flotilla, Captain Philip Ruck-Keene, der eine Versenkung des Seglers für erforderlich hielt. 
Am 7. Juli endete die Unternehmung auf Malta.

## Verlust derParthian
Am 22. Juli 1943 verließ die Parthian Malta zu ihrer 21. Feindfahrt. Von dieser Unternehmung, welche Operationen gegen den gegnerischen Schiffsverkehr entlang der griechischen Westküste vorsah, kehrte das U-Boot nicht mehr zurück. Ende Juli 1943 war das U-Boot in die Straße von Otranto beordert worden, um die Südausläufer der  Adria zu überwachen. Am 6. August 1943 erhielt die Parthian die Order, nach Beirut zu verlegen. Die geplante Ankunftszeit dort war auf den 11. August terminiert. Eine Rückmeldung auf diese Anweisung erfolgte jedoch nicht mehr, ebenso traf das Boot nie in Beirut ein. 
Mit der Parthian waren Lieutenant Cyril A. Pardoe, drei Offiziere sowie 61 Unteroffiziers- und Mannschaftsdienstgrade untergegangen, es gab keine Überlebenden. Was genau den Untergang bewirkt hatte und wo das U-Boot gesunken war, konnte bis heute nicht zur Sicherheit aufgeklärt werden; das Boot gilt nach aktuellem Stand als verschollen. In den meisten Publikationen wird allerdings angenommen, dass das U-Boot um den 6./7. August 1943 einem Minentreffer vor Brindisi zum Opfer gefallen sein könnte. Das Wrack des U-Bootes wurde bislang allerdings nicht gefunden.

## Tabellarische Übersicht über die erzielten Erfolge
Nachfolgend eine tabellarische Übersicht über die von der Parthian angegriffenen Schiffe der Achsenmächte. Versenkte Schiffe sind in der Ergebnisspalte fett hervorgehoben. Insgesamt gelang es der Parthian zwei gegnerische U-Boote (zusammen 1.840 ts) sowie einen Frachtdampfer (4.208 BRT) und mindestens sechs kleinere Motorsegler (insgesamt 570 BRT) zu versenken. Darüber hinaus wurden zwei Frachtern mit zusammen 8.373 BRT sowie ein U-Boot-Begleitschiff beschädigt.  
| Datum          | Name               | Schiffstyp           | Vermessung/Tonnage | Ergebnis (Waffentyp)      | Anmerkung                                                   |
| -------------- | ------------------ | -------------------- | ------------------ | ------------------------- | ----------------------------------------------------------- |
| 20. Juni 1940  | Diamante           | U-Boot               | 690 ts             | versenkt (Torpedo)        | Italienisches U-Boot, 43 Todesopfer, keine Überlebenden     |
| 9. Januar 1941 | Carlo Martinolich  | Frachtschiff         | 4.208 BRT          | versenkt (Torpedo)        | Italienisches Frachtschiff, 5 Todesopfer, 34 Überlebende.   |
| 16. März 1941  | Giovanni Boccaccio | Frachtschiff         | 3.141 BRT          | beschädigt (Torpedo)      | Italienisches Frachtschiff, 3 Verletzte.                    |
| 3. Juni 1941   | Strombo            | Tanker               | 5.232 BRT          | beschädigt (Torpedo)      | Italienisches Schiff, keine Personalverluste                |
| 25. Juni 1941  | Souffleur          | U-Boot               | 1.150 ts           | versenkt (Torpedo)        | Vichy-französisches U-Boot, 53 Todesopfer, vier Überlebende |
| 28. März 1943  | Angela Mytilene    | Motorsegler (Kaik)   | 120 BRT            | versenkt (Sprengladung)   | Griechisches Schiff, keine Personalverluste.                |
| 28. März 1943  | Archangelos        | Motorsegler (Kaik)   | 320 BRT            | versenkt (Sprengladung)   | Griechisches Schiff, keine Personalverluste.                |
| 31. März 1943  | Elpis              | Motorsegler (Kaik)   | 89 BRT             | versenkt (Deckgeschütz)   | Griechisches Schiff, keine Personalverluste.                |
| 4. Mai 1943    | Despina II         | Motorsegler (Kaik)   | 13 BRT             | versenkt (Deckgeschütz)   | Italienisches Schiff, keine Personalverluste.               |
| 5. Mai 1943    | Drache             | U-Boot-Begleitschiff | 1.870 ts           | beschädigt (Deckgeschütz) | Deutsches Schiff, vier Todesopfer.                          |
| 7. Mai 1943    | Agios Issidoros    | Motorsegler (Kaik)   | 22 BRT             | versenkt (Deckgeschütz)   | Italienisches Schiff, keine Personalverluste.               |
| 7. Mai 1943    | Spina Seccundo     | Motorsegler (Kaik)   | 13 BRT             | versenkt (Deckgeschütz)   | Italienisches Schiff, keine Personalverluste.               |